# Барыбино (городской округ Домодедово)
Барыбино — деревня в городском округе Домодедово Московской области.

## География
Находится в южной части Московской области на расстоянии приблизительно 25 км на юг по прямой от железнодорожной станции Домодедово.

## История
Упоминается с 1622 года, когда ее отметили в числе погибших в смутное время. Возродилась позже[страница не указана 919 дней].

## Население
Постоянное население составляло 1 человек в 2002 году (русские 100 %), 13 в 2010.